# KANUKOKA

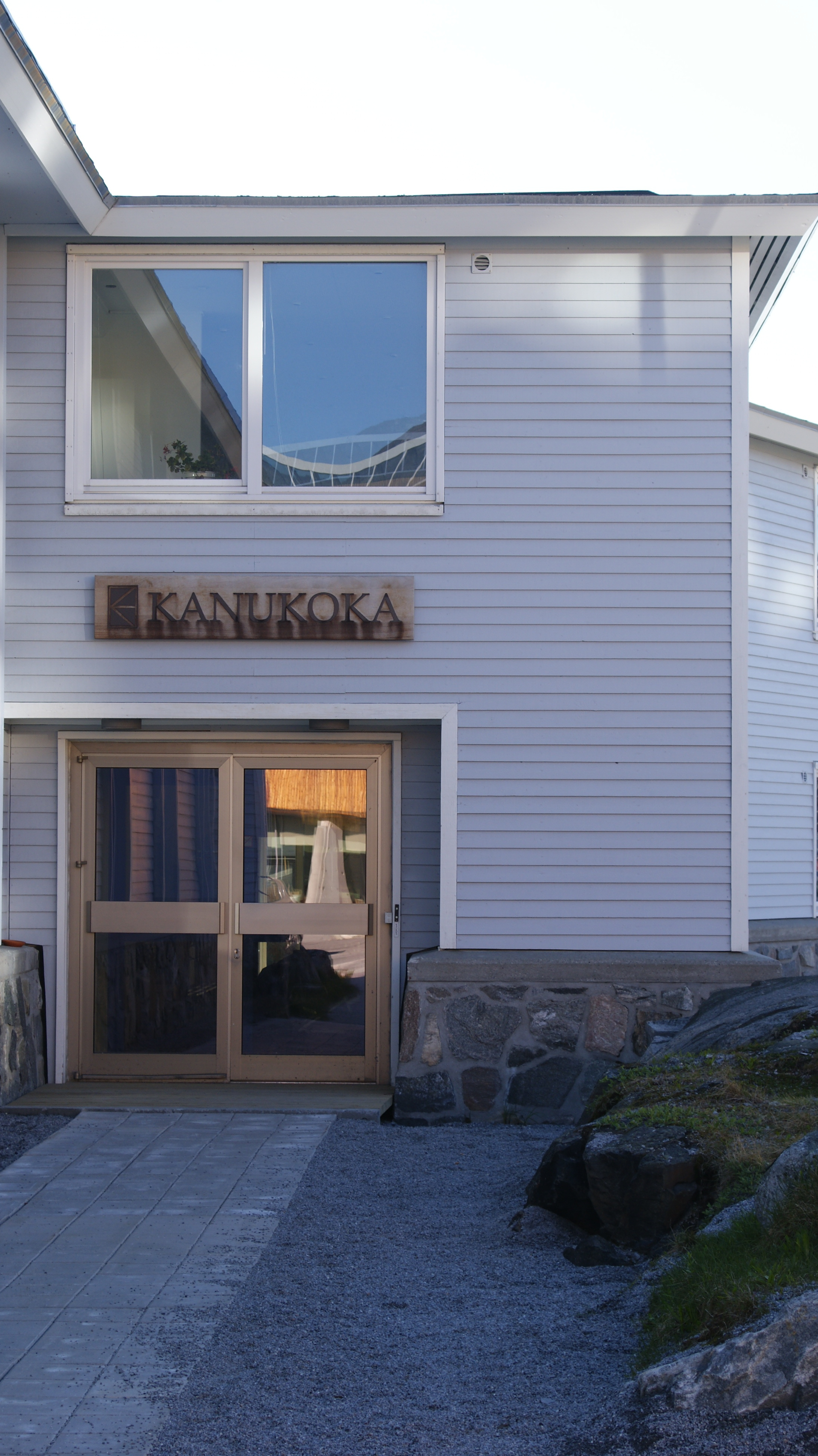
KANUKOKA té la seu central al Nuuk Centrum.

KANUKOKA (en Kalaallit: Nunaanni Kommunit Kattuffiannit, en danès: De Grønlandske Kommuners Landsforening) és una associació de les municipalitats de Groenlàndia, dirigida per Enok Sandgreen. El nom és un acrònim format per les dues primeres lletres de cadascun dels constituents de l'organització en idioma groenlandès.
La intenció de l'organització és facilitar la cooperació entre les quatre municipalitats de Groenlàndia: Kujalleq, Qaasuitsup, Qeqqata, i Sermersooq. Amb seu a Nuuk, organitza les eleccions municipals cada quatre anys.
KANUKOKA es va fundar el 25 de juliol de 1972, en aquell moment hi havia 18 municipalitats i 3 comtats. Després de la reforma administrativa de 2008 ara hi ha a Groenlàndia només 4 municipalitats